# Celina Degen
Celina Degen (* 16. Mai 2001 in Graz) ist eine österreichische Fußballspielerin, die seit 2021 für die Nationalmannschaft spielt.

## Karriere

### Verein
Celina Degen startete ihre Vereinslaufbahn 2006 beim FV Fernitz, 2011 wechselte sie zum SV Gössendorf und 2015 zu Sturm Graz, wo sie 2018 Mannschaftskapitänin wurde. Nach fünf Jahren, in denen sie 81 Punktspiel bestritten hatte, erfolgte im Sommer 2020 der Wechsel zur deutschen TSG 1899 Hoffenheim. Nach der Matura und dem Bundesfreiwilligendienst am Förderzentrum für Frauen- und Mädchenfußball in St. Leon-Rot begann sie ein Psychologiestudium an der Universität Heidelberg. Im Mai 2022 wurde ihr Wechsel zum 1. FC Köln mit Beginn der Saison 2022/23 bekannt, wo sie einen Vertrag bis zum 30. Juni 2024 erhielt. Im Jänner 2024 wurde ihr Vertrag mit den FC-Frauen bis zum 30. Juni 2026 verlängert. Im August 2024 wurde sie Spielführerin der FC-Frauen.

### Nationalmannschaft
Degen absolvierte Einsätze in den U16-, U17- und U19-Nationalteams. Ihr Debüt im österreichischen Frauen-A-Team gab sie am 30. November 2021 im Rahmen der Qualifikation für die Fußball-Weltmeisterschaft der Frauen 2023 beim 0:8-Sieg gegen Luxemburg, wo sie in der 81. Minute eingewechselt wurde. Ihr erstes Tor für das Nationalteam erzielte sie bei ihrem zweiten Einsatz am 12. April 2022 beim Länderspiel in der WM-Qualifikation gegen Lettland, das ebenfalls mit einem 8:0-Sieg endete. Von ÖFB-Teamchefin Irene Fuhrmann wurde sie in den Kader für die Fußball-Europameisterschaft 2022 berufen.